# Silnik elektryczny obcowzbudny
Silnik elektryczny obcowzbudny – silnik elektryczny prądu stałego, w którym uzwojenie wzbudzające jest zasilane z oddzielnego źródła napięcia (innego niż uzwojenie twornika).
Silniki obcowzbudne ze względu na identyczne właściwości z silnikami wzbudzanymi magnesami trwałymi rozpatruje się je łącznie. Silniki tego typu stosuje się przeważnie jako silniki prądu stałego o dużym zakresie zmian prędkości obrotowej. W obu przypadkach strumień magnetyczny jest stały, a do zmiany prędkości obrotowej wykorzystuje się napięcie twornika (wirnika). Przy stałym napięciu twornika moment obrotowy zmniejsza się w miarę wzrostu prędkości obrotowej. Prąd twornika jest proporcjonalny do momentu napędowego.
Ważniejsze wzory:
{\displaystyle E=c_{e}\cdot \Phi \cdot \omega _{m}}
{\displaystyle M_{e}=c_{e}\cdot \Phi \cdot I_{t}}
{\displaystyle P_{e}=E\cdot I_{t}}
{\displaystyle M_{e}={\frac {P_{e}}{\omega _{m}}}}
{\displaystyle P_{e}=M_{e}\cdot \omega _{m}}
{\displaystyle P_{m}=M_{m}\cdot \omega _{m}}
{\displaystyle \omega _{m}={\frac {U_{t}}{c_{e}\cdot \Phi }}-{\frac {R_{z}}{(c_{e}\cdot \Phi )^{2}}}\cdot M_{e}}
{\displaystyle \omega _{0}={\frac {U_{t}}{c_{e}\cdot \Phi }}}
{\displaystyle C_{m}={\frac {R_{z}}{(c_{e}\cdot \Phi )^{2}}}}
{\displaystyle \omega _{m}=\omega _{0}-\mathbb {C} _{m}\cdot M_{e}}
{\displaystyle \omega _{m}={\frac {U_{t}}{c_{e}\cdot \Phi }}-{\frac {R_{z}+R_{r}}{c_{e}\cdot \Phi }}\cdot I_{t}}
gdzie:
- {\displaystyle E} – siła elektromotoryczna (SEM)
- {\displaystyle c_{e}} – Stała wynikająca z konstrukcji silnika
- {\displaystyle \omega _{m}} -Prędkość kątowa z jaką wiruje twornik
- {\displaystyle \Phi } – strumień magnetyczny wytwarzany przez elektromagnesy
- {\displaystyle M_{e}} – moment elektromagnetyczny wytwarzany przez silnik
- {\displaystyle M_{m}} – moment mechaniczny wytwarzany przez napędzane przez sinik urządzenie.
- {\displaystyle I_{t}} – prąd twornika
- {\displaystyle P_{e}} – moc elektryczna w obwodzie twornika, która zamieniana jest na moc mechaniczną.
- {\displaystyle P_{m}} – moc mechaniczna
- {\displaystyle U_{t}} – napięcie twornika
- {\displaystyle R_{r}} – rezystancja regulacyjna
- {\displaystyle R_{z}} – rezystancja zastępcza układu
- {\displaystyle \omega _{0}} – prędkość biegu jałowego, największa prędkość jaką może osiągnąć silnik
- {\displaystyle C_{m}} – współczynnik nachylenia charakterystyki mechanicznej

Powyższe wzory są również słuszne dla silników elektrycznych bocznikowych.
Silniki obcowzbudne stosuje się w trakcji elektrycznej (tramwaje, kolej), w maszynach wyciągowych, dźwigach. Silnik obcowzbudny wraz z regulatorem obrotów może być zasilany z jednego źródła napięcia, wówczas regulacja prędkości może odbywać się przez zmianę napięciem zasilania twornika lub rzadziej przez zmianę strumienia wzbudzenia oraz obciążeniem dodatkową rezystancją regulacyjną.